# Is It Scary
Is It Scary is de derde single van Michael Jacksons album Blood on the Dancefloor: HIStory in the Mix. De tekst van het nummer is in de coupletten identiek aan die van de tweede single Ghosts, alleen is de melodie anders. Mogelijk is Ghosts geïnspireerd op Is It Scary.

## Videoclip
Van Is It Scary werd nooit een echte videoclip gemaakt. Wel werd er een film gemaakt, Michael Jackson's Ghosts geheten. Daarin is een stukje van Is It Scary te zien.

## Tracklist
- UK promo 12" single (XPR 3195)

1. "Is It Scary" (Deep Dish Dark & Scary Remix) – 12:10)
2. "Is It Scary" (Deep Dish Double-O-Jazz Dub) – 8:35)
3. "Is It Scary" (Deep Dish Dark & Scary Remix (Radio Edit) – 4:38

- UK promo 12" single (XPR 3168)

1. "Is It Scary" (Eddie's Rub-A-Dub Mix) – 4:33
2. "Is It Scary" (Eddie's Love Mix Radio Edit) – 3:50

- Netherlands cd promo single (SAMPCS 4562)[16]

1. Is It Scary" (Radio Edit) – 4:11

- Netherlands promo 12" single (SAMPMS 4674)

1. "Is It Scary" (Deep Dish Dark And Scary Remix) – 12:07
2. "Is It Scary" (Eddie's Rub-A-Dub Mix) – 5:00
3. "Is It Scary" (Eddie's Love Mix) – 8:00
4. "Off The Wall" (Junior Vasquez Remix) – 4:57